# Colin Gibson (football, 1960)
Pour les articles homonymes, voir Colin Gibson et Gibson.
Colin Gibson est un footballeur anglais né le 6 avril 1960 à Bridport. Il évoluait au poste d'arrière gauche.

## Biographie
Colin Gibson est joueur d'Aston Villa de 1978 à 1985,.
Le 12 janvier 1980, il inscrit son premier but en première division, lors de la réception du club d'Everton (victoire 2-1).
Il est sacré Champion d'Angleterre en 1981.
Aston Villa remporte la Coupe des clubs champions lors de la campagne 1981-1982. Gibson dispute quatre matchs. Il reste sur la banc lors de la finale remportée 1-0 contre le Bayern Munich,.
Il remporte ensuite la Supercoupe de l'UEFA 1982,.
En 1985, Gibson rejoint Manchester United,.
Avec le club mancunien, il remporte notamment la Coupe d'Angleterre en 1990,.
En 1990, il est prêté à Port Vale,.
Après ce prêt, il est définitivement transféré à Leicester City en 1990,.
En 1994, il est joueur du Blackpool FC,.
Après un passage au Walsall FC lors de la saison 1994-1995, Gibson raccroche les crampons,.
Le bilan de la carrière de Colin Gibson s'élève à 264 matchs en première division anglaise, pour 19 buts inscrits, huit matchs en Coupe d'Europe des clubs champions, quatre en Coupe de l'UEFA, et enfin deux rencontres en Supercoupe de l'UEFA.

## Palmarès
| Aston Villa \| - Championnat d'Angleterre (1) : - Champion : 1980-81. - Charity Shield (1) : - Champion : 1981. \| \| - Coupe des clubs champions (1) : - Vainqueur : 1981-82. - Supercoupe de l'UEFA (1) : - Vainqueur : 1982. \| |  | Manchester United - Coupe d'Angleterre (1) : - Champion : 1989-90.                                        |
| - Championnat d'Angleterre (1) : - Champion : 1980-81. - Charity Shield (1) : - Champion : 1981. |  | - Coupe des clubs champions (1) : - Vainqueur : 1981-82. - Supercoupe de l'UEFA (1) : - Vainqueur : 1982. |